# 제로-100 프로젝트
제로-100 프로젝트란 업무누수는 제로(0)로, 정보공개는 100%로 하기 위해 충청남도에서 2012년부터(민선 5기, 6기 동안) 추진한 중점 프로젝트이다. 크게 업무누수 제로와 정보공개 100으로 이루어져 있고, 세부적으로 업무누수 제로는 과제누수 제로, 직무누수 제로, 민원누수 제로, 회의누수 제로로 구성된다. 업무누수 제로와 직무누수 제로는 그동안 공직사회에서 끊임없이 지적되던 잦은 보직변경 문제를 해결하기 위해 추진되었다.
충청남도는 제로-100 프로젝트로 2014년 제3회 대한민국 지식대상 대상, 2017년 제6회 대한민국 지식대상 대상 등 2013년부터 2017년까지 5년 연속 대한민국 지식대상을 수상하였다.

## 내용
제로-100 프로젝트의 5대 과제는 다음과 같다.
1. 과제누수 제로를 위해 2012년  정책포털시스템을 구축하고 그 안에 도정과제관리시스템을 구축하여 개인이 추진하고 있는 과제(2014년 말 기준  3,132개)를 등록하여 관리하고 전 직원이 공유한다.
2. 직무수수 제로를 위해 내부 직원들이 사용하는 행정포털시스템에 직무편람시스템을 구축(2012년)하고 조직원들이 업무 추진과정에서 알게 된 노하우나 전문지식을 편람으로 등록(2014년 말 기준 3,675건)하여 업무 관련 지식을 체계적으로 축적하고 공유하고 있으며 담당자 변경시 인계인수를 통해 누수 없는 업무를 추진한다.
3. 회의낭비 제로를 위해 2012년 정책포털에 디지털회의시스템을 구축하고 회의개요, 회의자료, 회의결과 등을 등록·공유하여 하고 있으며 불필요한 회의 축소 등 생산적인 회의문화를 조성한다.
4. 민원누수 제로를 위해 민원처리과정을 공개하고 2017년 민원통합관리시스템을 구축하여 민원정보를 집적하고 통합관리 및 운영한다.
5. 충청남도는 국민주권주의를 실현하기 위해서는 정부가 보유한 정보의 공개가 먼저 이루어져야 함을 인식하고 결재문서, 재정정보 등 다양한 정보를 100% 공개하기 위해 노력한다.

2017년 기준 충청남도의 결재문서 원문정보 공개율을 95.5%로 전 행정기관(공공기관 제외) 중 1위이다. 또한 2013년 전국 최초로 재정정보공개시스템을 구축하고 세입·세출내역 등 살림살이 정보를 내부 재정관리시스템인 e호조와 연계하여 공개하기 시작했고, 이는 국가재정법 및 지방재정법 개정으로 이어져 전국 행정기관으로 확산되었다. 충청남도는 이에 그치지 않고 2016년 말 도 소속 20개 공공기관이 공동으로 활용하는 공공기관 업무지원시스템을 구축하고 2017년부터 공공기관까지 문서 및 재정정보공개를 시작하였다. 이 외에도, 중장기계획, 통계, 주요 지표의 체계적 관리, 자료취합시스템, 통화이력 관리시스템, 협업포인트 제도, 비영리법인 관리시스템, 재정정보공개시스템 고도화 등 지속적으로 제로-100 프로젝트를 개선·보완하고 있다.